# Peter van Selow
Peter van Selow, död 1648 eller 1649 i Stockholm, var en svensk boktryckare av nederländsk börd verksam i Stockholm. 
Han var gift med Catharina Brom. Selow kallades 1618 till Sverige av Gustav II Adolf för att gjuta ryska typer till böcker för de ryskspråkiga undersåtarna i de svenska Östersjöprovinserna. Han erhöll 1625 privilegium som rysk boktryckare i Stockholm mot åtnjutande av fri bostad och verkstad, vissa naturaförmåner och 100 svenska daler. Det äldsta av hans tämligen fåtaliga tryck bär årtalet 1628 och var en tryckt katekes med cyrilliska typer. Han uppges dessutom 1631–1638 ha varit "utesluten från staten", det vill säga berövad sina förmåner. År 1639 kallades han till Kungliga Akademien i Åbo för att trycka finska Bibeln, men kom aldrig dit.  
Av Selows ryska tryck känner man till en kyrkslavisk katekes (1628), en finsk katekes (1644), tryckt med slavonska typer, samt ett litet häfte utan titel och tryckår, vilket börjar med "Alphabetum Rutenorum" och innehåller några kateketiska stycken på ryska och svenska och hans sista arbete blev Oratio de patientia av Ericus Benedicti 1648. Totalt utförde han ett 40-tal olika tryck och som stilgjutare levererade han stilar till tryckerier i Stockholm, Västerås, Strängnäs och Åbo. Genom leveransen av stilar till olika tryckerier bidrog han till att förbättra kvalitén i de svenska trycken.
Efter Selows död fick hans änka den 2 juni 1652 konfirmation på privilegierna, och efter henne ägdes tryckeriet i komplett skick av mågen och kvartermästaren Hans Rosensabel, som hembjöd det åt staten men anbudet antogs ej. Det såldes emellertid sedan till Amsterdam, där Johan Gabriel Sparfwenfeldt, enligt vad han omtalar ett brev från 1695, återfann det.

## Tryckta verk
- Katechismus eli se christilinen oppi ....